# 盲目の彫刻家 (リベーラ)

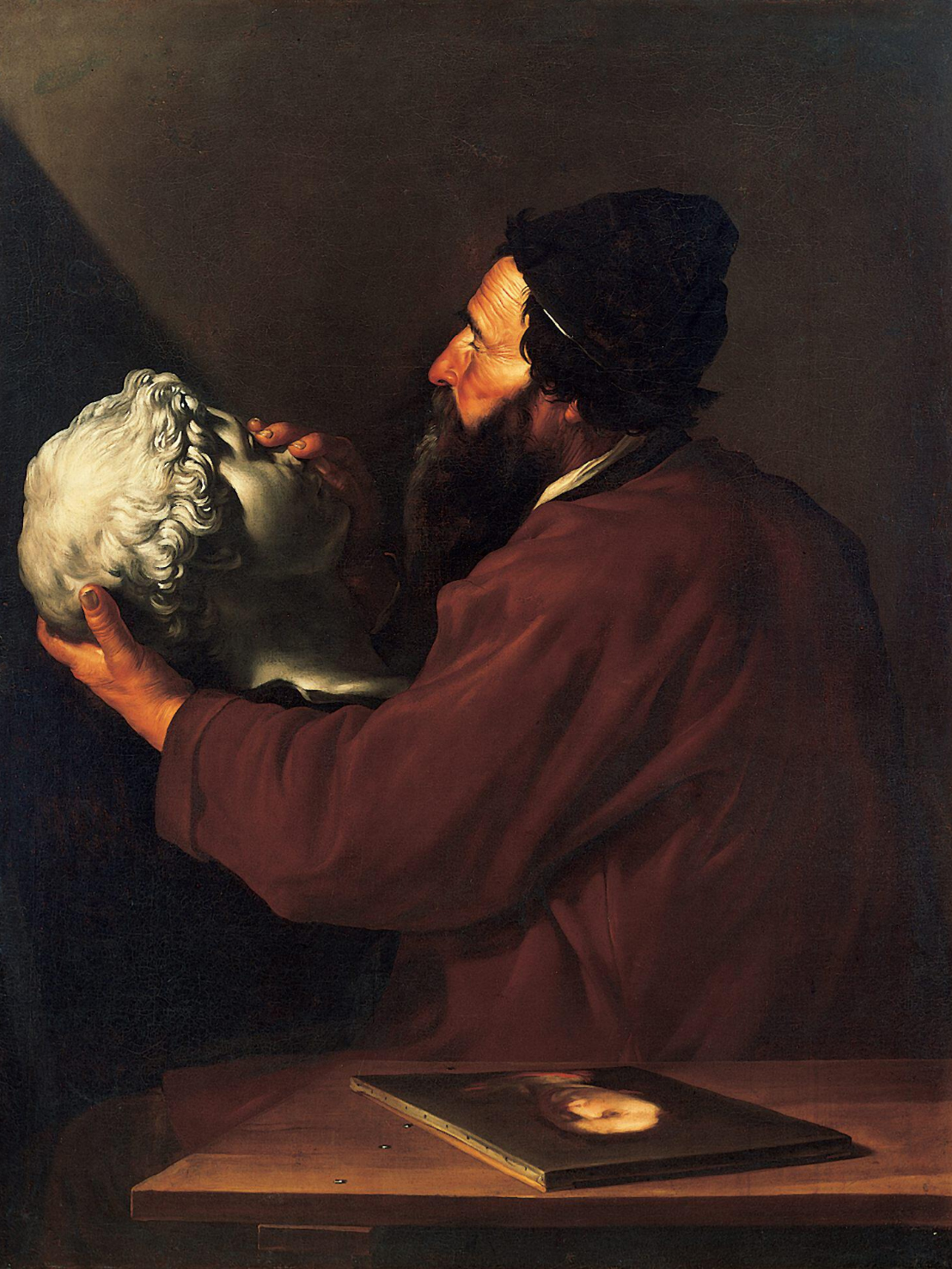
ホセ・デ・リベーラ『触覚』 (1615年ごろ)、ノートン・サイモン美術館、パサデナ (カリフォルニア州)

『盲目の彫刻家』（もうもくのちょうこくか、西: El escultor ciego、英: The Blind Sculptor
）、または『触覚』（しょっかく、西: El tacto、英: the Sense of Touch）は、スペインのバロック絵画の巨匠ホセ・デ・リベーラがキャンバス上に油彩で制作した絵画である。画家の署名と1632年の制作年が記されている。作品は、イタリア・バロック絵画の巨匠カラヴァッジョに由来する激しい明暗のコントラストと、厚塗りの筆致で絵具の質感を活かしながら額や手の皴を克明に描き出していくリアリズムを特徴としており、画家が多数手がけた半身像の中でも最も印象的なものの1つである。来歴は不明で、1764年にエル・エスコリアル修道院の目録に最初に記録されている。作品は、1837年に現在の所蔵先であるマドリードのプラド美術館に移された。

## 作品
作品は、伝統的に『ガンバッシの盲人』 (The Blind Man of Gambassi) として知られているが、それは本作が以前、ガンバッシ (Gambassi) 村出身の彫刻家ジョヴァンニ・ゴネッリ (Giovanni Gonnelli) の肖像だと考えられていたからである。しかし、この絵画が制作された時、ゴネッリはまだ33歳であり、絵画の人物は明らかに年配なので、今ではゴネッリ説は否定されている。また、作品が表しているのは、彫像の頭部に触れただけでパーンだと特定できた盲目の哲学者カルネアデスであるという説もある。 
現在、最も妥当なのは、本作は「五感」を表している連作の一部として『触覚の寓意』という題名をつけられるべきであるという説であり、プラド美術館では作品名を『触覚』としている。米国カリフォルニア州パサデナのノートン・サイモン美術館には、目を瞑った男が胸像に触れている作品（1615年ごろ）があるが、これは5点からなる「五感」連作のうち『触覚』を表すものである。現在では、『聴覚』を除く残り3点の作品も特定されている。
本作が描かれた1634年に、リベーラが「五感」のうちの他の4点を描いた形跡はなく、単独で描かれた可能性も高い。「五感の寓意」の文脈にもとづいて、彫刻と絵画の対比に注目し、彫刻は目の見えない盲人が手に触れて楽しむことができるが、絵画は彼には認識することができない、したがって、絵画＝視覚の方が彫刻＝触覚より高度な芸術であるという主張がある。これは「五感」中で触覚が最も低位なものだと位置づける伝統的な感覚のヒエラルキーを基準にしている。
しかし、本作の盲人の顔は注意力に満ち、胸像をまさぐる手が伝える感覚を敏感に感知しているさまをよく表している。ここには視覚を持たない者は絵画を鑑賞できないと批判するような態度は、一切見られない。リベーラが本作で彫刻に対して批判的であったとは考えられない。